# Vándorfény Galéria
A Vándorfény Galéria bemutatóterme Budapesten, az V. kerületben található, ahol közel 70 kortárs művész 500 alkotása látható.

## Célja
A galéria elsődleges célja, hogy megismertesse és népszerűsítse a posztmodern magyar művészetet. Egyéni és csoportos kiállítások szervezésével és műkincskereskedelemmel foglalkozik.
A galéria ars poeticája: „Értékünk a kortárs”.

## Művészek
- Alim Adilov
- Árkossy István
- Bábel Anita
- Bak Judit
- Bán Klára
- Benda Zoltán
- Bényi Éva
- Berencsi Attila – Beri Ary
- Bihon Győző
- Bimbi
- Bodák Anita
- Boros Attila
- Bors Györgyi Borbála
- Bottyán Marianna
- Braginszky Róbert
- Budai László
- Buday Mihály
- Bukor Tibor
- Burkus József
- Cakó Ferenc
- Cene gál István
- Csáky Lajos
- Cserfő Bernadett
- Czobor Sándor
- Deák Alpár
- Duhaj Péter
- Dusza Tibor
- Endrey-Nagy Attila
- Erdélyi Tibor
- Fassel L’ousa Ferenc
- Fehér Kornélia
- Fehérvári Zoltán
- Fekete József
- Fekete Zsolt
- Fürst József
- G. Kemecsey Miklós
- Garabuczy Ágnes
- Garay-Nagy Norbert
- Gasztonyi Kálmán
- Gécseg András
- Gulyás Kinga
- Gulyás László
- Gyükér Zsófia
- Gyuricza Gergely
- Hornyik Zoltán
- Ioan Alexandru Herdelau
- Jakubik István
- Juhász Attila
- Kamarás Máté
- Kárpáti József
- Király Nikoletta
- Kiss László
- Koday László
- Kőhalmy Tamás
- Kopriva Attila
- Korom Kati
- Kovács Erzsébet
- Kovrig Miklós
- Kutas László
- Losev Alexey
- Ludvig Dániel
- Ludvig Zoltán
- Mág Tamás
- Margittai Papp Gábor
- Mecseki Hargita
- Micsik Angéla
- Mihály Anna
- Milena
- Müller Árpád
- Nagy Tibor
- Neogrády Antal
- Orsovai Valéria
- Óvári Edina
- P. Kovács István
- Palásti Renáta
- Pálfy Julianna
- Pálfy Putyu
- Papp Gábor
- Papp Zsuzsa
- Poós László
- Pósa Ede
- Prácser Edit
- Rajczi Zoltán
- Schleif Sándor
- Sebestyén János
- Császár Előd (Shane 54)
- Siska Gyula
- Suhaj Zoltán
- Szablyár Zsuzsanna
- Szakács Éva
- Szász Endre László “Vallone”
- Szepesi Andor
- Szoboszlai Dávid
- Szőke János
- Tarasz Tabaka
- Temesvári Ferenc
- Tölgyesi Anna
- Tóth Kristóf
- V. Tóth Gábor
- Vágó István
- Vajda Károly
- Vámosi Tamás
- Varga Szidónia
- Vojnits Richárd
- Wei Xiang
- Ziegler Németh Ferenc
- Zocskár Andrea